# Cawood
Pour les articles homonymes, voir Cawood (homonymie).
Cawood est un village et une paroisse civile du Yorkshire du Nord, en Angleterre.